# 团一大纪念广场
23°07′15″N 116°16′20″E / 23.12083°N 116.27222°E

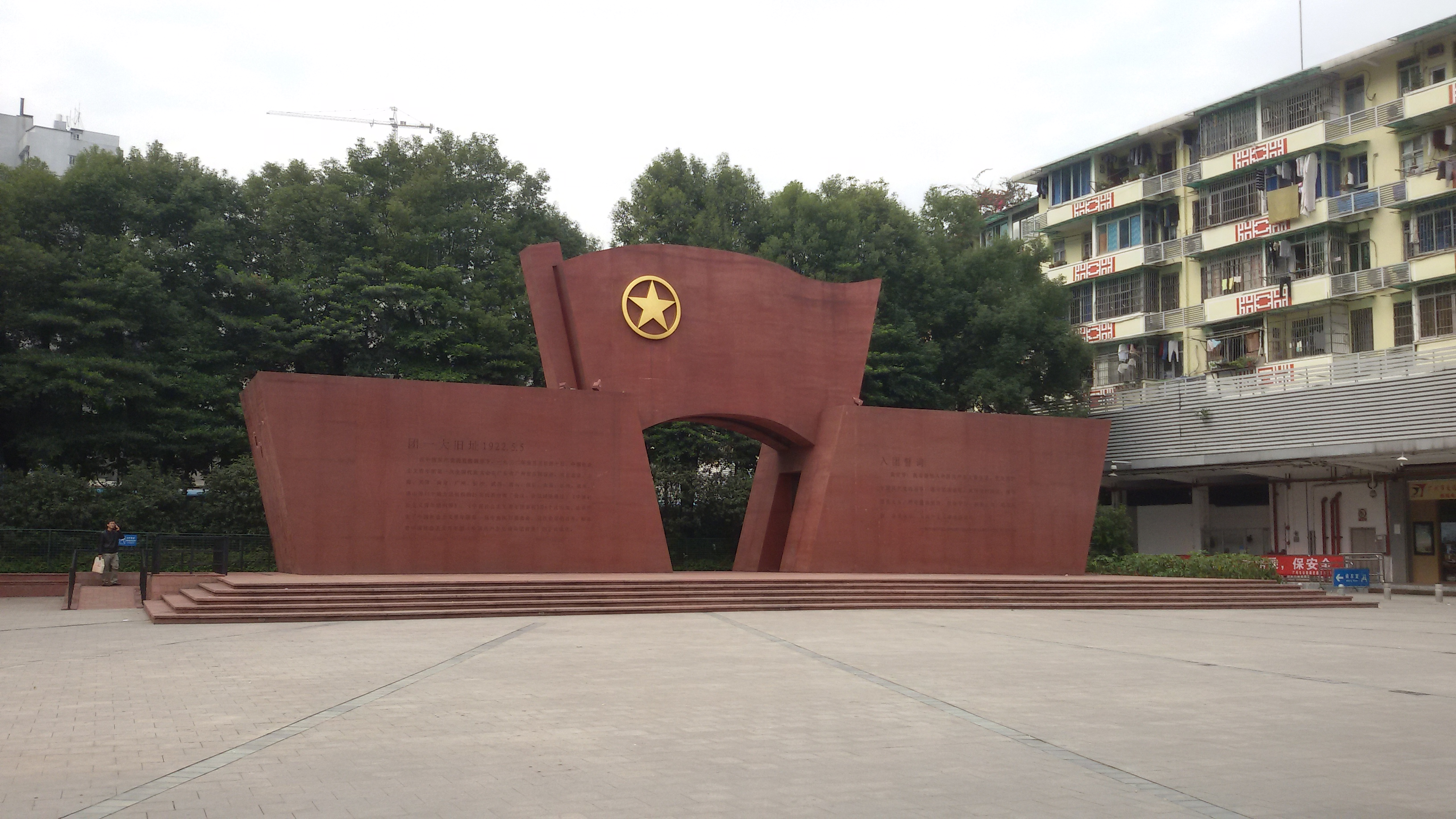
团一大纪念广场

团一大纪念广场位于中国广州市越秀区挹翠路与东园路之交界处，是纪念中国社会主义青年团（即中国共产主义青年团的前身）第一次全国代表大会而建造的广场，也是广东省首个共青团历史文化主题纪念广场，在2012年5月7日开幕。
2011年12月30日，广州市民政局发布地名公告（第271期）批准将地铁“越秀南站”更名“团一大广场站”，民众才悉知有“团一大广场”一物。在引起一片争议和反对声後，广州地铁在官方微博回应称“根据广州市有关法例，地铁站的命名工作由民政局地名办负责，具体情况请向有关部门了解”。不过，广州民政局地名办的更名通告显示，申请更名的单位正是地铁公司。
2022年5月13日，团一大广场东侧的纪念馆正式开放。

## 公共交通
- 公共汽車：越秀南路站

## 邻近建筑
- 省港罢工委员会旧址纪念馆
- 东园
- 中华全国总工会旧址 (广州)